# Vale de Cambra
Vale de Cambra – miejscowość w Portugalii, leżąca w dystrykcie Aveiro, w regionie Północ w podregionie Entre Douro e Vouga. Miejscowość jest siedzibą gminy o tej samej nazwie.

## Demografia
| Liczba ludności gminy Vale de Cambra (1801–2011) | Liczba ludności gminy Vale de Cambra (1801–2011) | Liczba ludności gminy Vale de Cambra (1801–2011) | Liczba ludności gminy Vale de Cambra (1801–2011) | Liczba ludności gminy Vale de Cambra (1801–2011) | Liczba ludności gminy Vale de Cambra (1801–2011) | Liczba ludności gminy Vale de Cambra (1801–2011) | Liczba ludności gminy Vale de Cambra (1801–2011) | Liczba ludności gminy Vale de Cambra (1801–2011) | Liczba ludności gminy Vale de Cambra (1801–2011) |
| ------------------------------------------------ | ------------------------------------------------ | ------------------------------------------------ | ------------------------------------------------ | ------------------------------------------------ | ------------------------------------------------ | ------------------------------------------------ | ------------------------------------------------ | ------------------------------------------------ | ------------------------------------------------ |
| 1801                                             | 1849                                             | 1900                                             | 1930                                             | 1960                                             | 1981                                             | 1991                                             | 2001                                             | 2004                                             | 2011                                             |
| 9489                                             | 10 166                                           | 12 264                                           | 15 745                                           | 20 404                                           | 24 224                                           | 24 537                                           | 24 805                                           | 24 761                                           | 22 864                                           |

## Sołectwa
Sołectwa gminy Vale de Cambra (ludność wg stanu na 2011 r.):
- Arões – 1459 osób
- Cepelos – 1313 osób
- Codal – 946 osób
- Junqueira – 1067 osób
- Macieira de Cambra – 4752 osoby
- Roge – 1752 osoby
- São Pedro de Castelões – 7254 osoby
- Vila Chã – 3912 osób
- Vila Cova de Perrinho – 409 osób

## Współpraca
Miejscowość partnerska:
- Mondorf-les-Bains, Luksemburg